# Castell de Montagut (Llagostera)
El Castell de Montagut és una antiga fortalesa situada al pic de Montagut, al Massís de l'Ardenya, dins del municipi de Llagostera (Gironès), declarat Bé Cultural d'Interès Nacional.

## Descripció
El castell és al capdamunt del cim del puig de Montagut, del qual només es conserven restes de la fortificació. A causa de les poques proves conservades i la falta de documentació i estudis no se sap gaire de la seva històrica.
Del castell se'n conserva la part inferior d'una torre de planta circular i part del clos emmurallat. D'aquest en roman un mur septentrional que s'adossa a la torre, amb diverses espitlleres i una petita porta d'accés. Pel costat sud de la torre, també es conserva l'arrencament d'un mur que correspondria a les estances interiors. És probable que es conservin més restes en el subsòl.
Per les característiques arquitectòniques que es conserven, es considera una obra dels segles x-xi, i es pensa que en els segles xiv i xv, el castell només servia com a torre de guaita.

## Història
La primera menció d'un ipso far entre Llagostera i Tossa de Mar és de l'any 966. En aquell moment un far era una atalaia per protegir un indret d'interès estratègic, en aquest cas la costa i els camins cap a les cales que eren ports naturals. Es van construir principalment per a protegir el litoral marítim davant la pirateria sarraïna.
Els castells en aquell moment es feien per protegir el poder que acabaven de guanyar els aristòcrates feudals tenien funcions militars, administratives, residencials i simbòliques, per recordar a tothom qui manava. Per això es va rodejar la torre de guaita amb una muralla.
El primer propietari conegut del castell va ser Berenguer de Ros, un cavaller de la parròquia de Sant Feliu de Llagostera. El 1r de desembre de 1284 va vendre el Castell de Montagut a Bernat de Peratallada, fill de Gilabert IV de Cruïlles, senyor de Cruïlles i Bestracà i futur company d'armes del rei Pere II el Gran en la conquesta de Sicília. Es va vendre per 1.000 sous de moneda barcelonesa, una quantitat petita que indica que en aquell moment el castell havia deixat de tenir el valor que havia tingut anteriorment.
Un germà de Bernat de Peratallada, Gilabert de Cruïlles, que era sagristà major, va donar la potestat del castell a dos religiosos el 1330 per vendre'l. El va comprar el bisbe de Girona Gastó de Montcada, que després el va donar al seu germà Ot de Montcada i de Pinós, senyor de Llagostera.
Des de mitjans del segle xiv va ser abandonat quant la gent es va traslladar als castells a la plana més apropiats per a la vida cortesana. Mentre el Castell de Montagut perdia importància en guanyava el Castell de Llagostera, aixecat el 1288.
Aquest castell formava part de la Baronia de Llagostera, fins a mitjan segle xix.